# Joan Abellà Barril
Joan Abellà Barril (El Pont d'Armentera, 1971) és un gestor català i director de la Fundació Puntcat.
Es va llicenciar en Dret per la Universitat de Barcelona i va completar el Programa de Desenvolupament Directiu d’ESADE. A més, compta amb diverses titulacions d’ESADE i IESE en gestió cultural, coaching directiu i màrqueting digital.
Va començar la seva carrera al bufet d'advocats Pere Comes, especialitzat en dret administratiu i urbanístic.
S'ha especialitzat en la gestió d'equips en el sector cultural. Ha treballat a la Filmoteca de Catalunya, l’Espai de Dansa i Música i l’Auditori, i ha dirigit institucions de pes com el Poble Espanyol de Barcelona, el MACBA o la Casa Vicens, o el Grup Enciclopèdia. També ha exercit diferents responsabilitats a entitats culturals com la Fundació Tot Raval, la Fundació Joan Brossa, el Centre Unesco de Catalunya, el Club de Cultura TR3SC o l'Associació d'Editors en Llengua catalana. Es preveu que sigui nomenat director de la Fundació Puntcat el gener de 2025.